# Tapio Rautavaara
Kaj Tapio (Tapsa) Rautavaara (ur. 8 marca 1915 w Pirkkali, zm. 25 września 1979 w Helsinkach) – fiński lekkoatleta, oszczepnik. Mistrz olimpijski z Londynu. Także piosenkarz i aktor.
Był wychowany przez samotną matkę. Zakończył edukację na poziomie szkoły podstawowej. Przed 1939 pracował jako robotnik drogowy, drwal oraz magazynier w młynie. Służbę wojskową odbył w marynarce fińskiej w połowie lat 30. W czasie wojny zimowej (1939–1940) marynarka wojenna nie prowadziła wielu operacji i Rautavaara kontynuował pracę w młynie. Podczas wojny kontynuacyjnej (1941–1944) został wcielony do armii i spędził dwa lata na froncie. W 1943 został przeniesiony do służby propagandowej i pracował jako dziennikarz frontowego radia. Wówczas rozpoczął karierę piosenkarza.
Nagrał do śmierci 310 piosenek, z których wiele zyskało popularność, a trzy doczekały się złotych płyt. Był także kompozytorem i autorem tekstów wielu swych utworów. Wystąpił również w wielu filmach.
Jako lekkoatleta specjalizował się w rzucie oszczepem. Na mistrzostwach Europy w 1946 w Oslo wywalczył brązowy medal wynikiem 66,40. Swój największy sukces odniósł na igrzyskach olimpijskich w 1948 w Londynie, gdzie zdobył złoty medal. Na mistrzostwach Europy w 1950 w Brukseli zajął 5. miejsce. Był mistrzem Finlandii w rzucie oszczepem w latach 1944, 1945 oraz 1947–1949.
Uprawiał także z powodzeniem łucznictwo. Był mistrzem Finlandii w 1955, a w 1958 zdobył mistrzostwo świata w drużynie w tej konkurencji. 
25 września 1979 poślizgnął się podczas pozowania do zdjęcia i uderzył głową o podłogę. W szpitalu nie potraktowano tego poważnie, ponieważ uznano, że był pijany. Po zabandażowaniu głowy został odesłany do domu. W nocy zmarł wskutek krwotoku śródmózgowego w swoim domu w Oulunkylä (przedmieściu Helsinek).